# Baptiste Brochu
Baptiste Brochu (Saguenay, 8 settembre 1994) è un ex snowboarder canadese.

## Biografia
In Coppa del Mondo ha esordito il 21 dicembre 2013 a Lake Louise (60ª).
Nel 2018 ha preso parte ai XXIII Giochi olimpici invernali a Pyeongchang venendo eliminato nelle batterie e concludendo in quarantesima posizione nella gara di snowboard cross.

## Palmarès

### Coppa del Mondo
- Miglior piazzamento nella Coppa del Mondo di snowboard: 9º nel 2016
- 2 podio:
  - 1 vittoria
  - 1 terzo posto

#### Coppa del Mondo - vittorie
| Data         | Luogo     | Paese    | Disciplina |
| ------------ | --------- | -------- | ---------- |
| 5 marzo 2016 | Veysonnaz | Svizzera | SBX        |

Legenda:

SBX = Snowboard cross